# Vigor (jeu vidéo)
Pour les articles homonymes, voir Vigor (homonymie).
Vigor est un jeu d’action en ligne gratuit de Bohemia Interactive pour la Xbox One, Switch puis PS4/PS5. Il est en accès anticipé PC depuis mai 2024. Initialement publié en tant que titre à accès anticipé en août 2018, le jeu est entièrement sorti le 19 août 2019.

## Système de jeu
Vigor est un jeu de survie en ligne situé dans une Norvège postapocalyptique. Le but est de rester en vie et de construire un abri qui vous protégera contre des environnements extrêmes. Les joueurs doivent rechercher des ressources et un équipement le plus adéquate possible,.

## Développement
Bohemia Interactive a annoncé Vigor le 11 juin 2018 lors de l'E3,. Le jeu a été lancé dans Xbox Preview le 31 juillet 2018.

## Réception
Le jeu a été joué par plus de 700 000 joueurs au cours de l'accès anticipé.  Après la sortie du jeu, il est devenu l’un des 20 meilleurs titres Xbox One les plus joués, avec plus de 1 200 000 joueurs.